# Rosalba
Rosalba es un nombre propio femenino de origen latino que significa Rosa blanca.

## Etimología
Se compone de Rosa y Alba:
Rosa es un préstamo al latín de una lengua mediterránea hablada por algún antiguo pueblo que cultivaba esta flor. En latín varios nombres de mujer se originaron de flores como Lilia de lilium y de Viola se originó Violeta; Alba quiere decir "blanca".
El significado literal sería entonces Rosa Blanca.

## Santoral
Se les celebra mayormente el día de Santa Rosa.

## Personajes célebre
- Rosalba Luna
- Rosalba Carriera
- Rosalba Cuevas

- Datos: Q3941290
- Multimedia: Rosalba (given name) / Q3941290